# Danh sách trường trung học phổ thông tại Bà Rịa – Vũng Tàu
Dưới đây là danh sách các trường Trung học phổ thông tại Bà Rịa Vũng Tàu, danh sách này bao gồm các trường công lập và trường tư thục.

## Danh sách
| STT | Tên chính thức                    | Địa Chỉ                                                      | Thuộc ĐVHC cấp Huyện | Thuộc ĐVH cấp Xã    | Website |
| --- | --------------------------------- | ------------------------------------------------------------ | -------------------- | ------------------- | --- |
| 1   | THPT chuyên Lê Quý Đôn            | Đường 3 Tháng 2                                              | Thành phố Vũng Tàu   | Phường 11           | http://thpt-lequydon.bariavungtau.edu.vn/ Lưu trữ ngày 28 tháng 2 năm 2020 tại Wayback Machine                                                              |
| 2   | THPT Vũng Tàu                     | Số 9, Đường Thi Sách                                         | Thành phố Vũng Tàu   | Phường 8            | hhttp://thpt-vungtau.edu.vn/ |
| 3   | THPT Nguyễn Khuyến                | Đường Nguyễn Gia Thiều                                       | Thành phố Vũng Tàu   | Phường 12           | http://thpt-nguyenkhuyen.bariavungtau.edu.vn/Default.aspx?sname=THPTNguyenKhuyen&sid=222&pageid=3737%5B%5D                                                  |
| 4   | THPT Trần Nguyên Hãn              | Đường 30 Tháng 4                                             | Thành phố Vũng Tàu   | Phường 9            | http://thpt-trannguyenhan-vungtau.edu.vn/ Lưu trữ ngày 21 tháng 6 năm 2020 tại Wayback Machine                                                              |
| 5   | THPT Nguyễn Huệ                   | Số 977, Đường Bình Giã                                       | Thành phố Vũng Tàu   | Phường Rạch Dừa     | https://thpt-nguyenhue-brvt.edu.vn/ Lưu trữ ngày 14 tháng 8 năm 2019 tại Wayback Machine                                                                    |
| 6   | THPTDL Nguyễn Thị Minh Khai       | 935/10/7 - Bình Giã - Phường 10 - TP Vũng Tàu                | Thành phố Vũng Tàu   | Phường Rạch Dừa     | https://nguyenthiminhkhai.edu.vn/ |
| 7   | BTVH Cấp 2,3 Nguyễn Thái Học      | ?                                                            | Thành phố Vũng Tàu   | ?                   | |
| 8   | Trường THPT Tư thục Lê Hồng Phong | 52 Bình Giã, Phường 8, Thành phố Vũng Tàu, Bà Rịa - Vũng Tàu | Thành phố Vũng Tàu   | Phường 8            | https://www.facebook.com/people/Tr%C6%B0%E1%BB%9Dng-THPT-L%C3%AA-H%E1%BB%93ng-Phong-Th%C3%A2n-Y%C3%AAu-TP-V%C5%A9ng-T%C3%A0u/100063832154010/               |
| 9   | THPT Đinh Tiên Hoàng              | Đường Xô Viết Nghệ Tĩnh                                      | Thành phố Vũng Tàu   | Phường Thắng Tam    | http://thpt-dinhtienhoang.bariavungtau.edu.vn/Default.aspx?sname=THPTDinhTienHoang&sid=150&pageid=2358 Lưu trữ ngày 5 tháng 12 năm 2022 tại Wayback Machine |
| 10  | THPT Song Ngữ                     | Số 1, Đường Nguyễn Trường Tộ                                 | Thành phố Vũng Tàu   | Phường 3            | https://www.facebook.com/THPTSONGNGUVT/ |
| 11  | THPT Nguyễn Bỉnh Khiêm            | Số 78, Đường Hoàng Hoa Thám                                  | Thành phố Bà Rịa     | Phường Long Tâm     | http://thpt-nguyenbinhkhiem.bariavungtau.edu.vn/%5B%5D |
| 12  | THPT Bà Rịa                       | Đường Nguyễn Tất Thành                                       | Thành phố Bà Rịa     | Phường Phước Nguyên | |
| 13  | THPTDL Chu Văn An                 | ?                                                            | Thành phố Bà Rịa     | Phường Phước Hiệp   | |
| 14  | THPT Châu Thành                   | Số 124, Đường 27 Tháng 4                                     | Thành phố Bà Rịa     | Phường Phước Hưng   | |
| 15  | THPT Phú Mỹ                       | Đường Trường Chinh                                           | Thị xã Phú Mỹ        | Phường Phú Mỹ       | |
| 16  | THPT Hắc Dịch                     | Đường Trần Phú                                               | Thị xã Phú Mỹ        | Phường Hắc Dịch     | |
| 17  | THPT Trần Hưng Đạo                | Quốc Lộ 51                                                   | Thị xã Phú Mỹ        | Xã Tân Hải          | |
| 18  | THPT Trần Văn Quan                | Đường Võ Thị Sáu                                             | Huyện Long Điền      | Thị trấn Long Điền  | http://bariavungtau.edu.vn/Default.aspx?sname=THPTTranVanQuan&sid=181&pageid=2648 Lưu trữ ngày 20 tháng 6 năm 2020 tại Wayback Machine                      |
| 19  | THPT Trần Quang Khải              | Đường Trần Xuân Độ                                           | Huyện Long Điền      | Thị Trấn Long Điền  | http://thpt-tranquangkhai.bariavungtau.edu.vn/ Lưu trữ ngày 28 tháng 4 năm 2020 tại Wayback Machine                                                         |
| 20  | THPT Long Hải - Phước Tỉnh        | Khu phố Hải Bình                                             | Huyện Long Điền      | Thị trấn Long Hải   | http://thpt-longhaiphuoctinh.bariavungtau.edu.vn/Default.aspx?sname=THPTLH-PT&sid=149&pageid=2341%5B%5D                                                     |
| 21  | THPT Minh Đạm                     | Đường Quy Hoạch Số 7                                         | Huyện Long Điền      | Xã Phước Hưng       | |
| 22  | THPT Võ Thị Sáu                   | Đường Võ Thị Sáu                                             | Huyện Đất Đỏ         | Thị trấn Đất Đỏ     | |
| 23  | THPT Dương Bạch Mai               | Tỉnh lộ 44                                                   | Huyện Đất Đỏ         | Xã Phước Hội        | |
| 24  | THPT Võ Thị Sáu                   | Đường Nguyễn Thị Minh Khai                                   | Huyện Côn Đảo        |                     | |
| 25  | THPT Nguyễn Du                    | Số 150, Đường Trần Hưng Đạo                                  | Huyện Châu Đức       | Thị trấn Ngãi Giao  | |
| 26  | THPT Nguyễn Trãi                  | Số 20, Đường Nguyễn Văn Trỗi                                 | Huyện Châu Đức       | Thị trấn Ngãi Giao  | |
| 27  | THPT Dân tộc Nội Trú Tỉnh         | Đường Bau Chinh                                              | Huyện Châu Đức       | Thị trấn Ngãi Giao  | |
| 28  | THPT Ngô Quyền                    | Quốc lộ 56                                                   | Huyện Châu Đức       | Xã Đá Bạc           | |
| 29  | THPT Trần Phú                     | ?                                                            | Huyện Châu Đức       | Xã Xà Bang          | |
| 30  | THPT Nguyễn Văn Cừ                | ?                                                            | Huyện Châu Đức       | Xã Xuân Sơn         | |
| 31  | THPT Phước Bửu                    | Số 268, Quốc lộ 55                                           | Huyện Xuyên Mộc      | Thị trấn Phước Bửu  | |
| 32  | THPT Xuyên Mộc                    | Số 163, Quốc lộ 55                                           | Huyện Xuyên Mộc      | Thị trấn Phước Bửu  | |
| 33  | THPT Hoà Hội                      | ?                                                            | Huyện Xuyên Mộc      | Xã Hòa Hội          | |
| 34  | THPT Bưng Riềng                   | Quốc lộ 55                                                   | Huyện Xuyên Mộc      | Xã Bưng Riềng       | |
| 35  | THPT Hòa Bình                     | ?                                                            | Huyện Xuyên Mộc      | Xã Hòa Bình         | |

Thống Kê:
- Toàn tỉnh có: 35 trường THPT
- Thành phố Vũng Tàu: 10 Trường
- Thành phố Bà Rịa: 4 Trường.
- Thị xã Phú Mỹ: 3 trường
- Huyện Long Điền: 4 Trường. Riêng tại Thị trấn Long Điền 2 trường (THPT Trần Văn Quan và THPT Trần Quang Khải)
- Huyện Đất Đỏ: 2 Trường
- Huyện Côn Đảo: 1 trường
- Huyện Châu Đức: 6 trường. Riêng tại Thị trấn Ngãi Giao 3 trường (THPT Nguyễn Du, THPT Nguyễn Trãi, Dân tộc Nội Trú)
- Huyện Xuyên Mộc: 5 trường. Riêng tại Thị trấn Phước Bửu 2 trường (THPT Xuyên Mộc và THPT Phước Bửu)